# Liste der Mitglieder der Deutschen Akademie der Naturforscher Leopoldina/1894
Die Liste der Mitglieder der Deutschen Akademie der Naturforscher Leopoldina für 1894 enthält alle Personen, die im Jahr 1894 zum Mitglied ernannt wurden. Insgesamt gab es 13 neu gewählte Mitglieder.

## Neu gewählte Mitglieder
| Nr.  | Name                                                     | Geboren       | Aufnahme | Gestorben     | Fachsektion                              | Bild                                                     |
| ---- | -------------------------------------------------------- | ------------- | -------- | ------------- | ---------------------------------------- | -------------------------------------------------------- |
| 3030 | Albert Julius Otto Penzig                                | 25. März 1856 | 2. Jan.  | 6. März 1929  | Botanik                                  |                                                          |
| 3031 | Daniel McAlpine                                          | 21. Jan. 1849 | 26. Jan. | 12. Okt. 1932 | Botanik                                  | Daniel McAlpine                                          |
| 3032 | Paul Carus                                               | 18. Juli 1852 | 26. Jan. | 11. Feb. 1919 | Zoologie und Anatomie                    | Paul Carus                                               |
| 3033 | Charles A. White                                         | 26. Jan. 1826 | 26. Jan. | 29. Juni 1910 | Mineralogie und Geologie                 | Charles A. White                                         |
| 3034 | Georg Ferdinand Otto Müller                              | 28. Mai 1837  | 18. Feb. | 29. März 1917 | Botanik                                  | Verlagsbuchhändler und Botaniker Otto Müller (1837–1917) |
| 3035 | Karl Theodor Engel                                       | 20. Nov. 1842 | 10. Mrz. | 29. Jan. 1933 | Mineralogie und Geologie                 | Gedenktafel für Theodor Engel am Fuchseck                |
| 3036 | Richard Von Wettstein                                    | 30. Juni 1863 | 4. Apr.  | 10. Aug. 1931 | Botanik                                  |                                                          |
| 3037 | Johannes Christian Gruber                                | 14. Dez. 1858 | 18. Jun. | 10. Juni 1906 | Anthropologie, Ethnologie und Geographie |                                                          |
| 3038 | Otto Carl Oscar Förtsch                                  | 18. Feb. 1840 | 20. Jun. | 22. Okt. 1905 | Anthropologie, Ethnologie und Geographie | Oscar Förtsch                                            |
| 3039 | Max Carl August Bartels                                  | 26. Sep. 1843 | 22. Jun. | 22. Okt. 1904 | Anthropologie, Ethnologie und Geographie | Maximilian Bartels                                       |
| 3040 | Leonhard Georg Heinrich Schotten                         | 3. Juli 1856  | 19. Okt. | 13. Feb. 1939 | Mathematik und Astronomie                |                                                          |
| 3041 | Fridolin Gustav Theodor Karl Wilhelm Friedrich Dingeldey | 16. Dez. 1859 | 22. Okt. | 24. Sep. 1939 | Mathematik und Astronomie                |                                                          |
| 3042 | Archibald Liversidge                                     | 17. Nov. 1847 | 27. Okt. | 26. Sep. 1927 | Chemie Mineralogie und Geologie          | Archibald Liversidge                                     |